# 一宮郵便局 (千葉県)
一宮郵便局（いちのみやゆうびんきょく）は千葉県長生郡一宮町にある郵便局。民営化前の分類では集配特定郵便局であった。

## 概要
住所：〒299-4399 千葉県長生郡一宮町一宮2947 

## 沿革
- 1873年（明治6年） - 一宮本郷（いちのみやほんごう）郵便取扱所として開設[1]。
- 1875年（明治8年）1月1日 - 一宮本郷郵便局（五等）となる。
- 1884年（明治17年） - 為替・貯金取扱を開始。
- 1888年（明治21年）12月12日 - 一ノ宮郵便局に改称。
- 1897年（明治30年）3月16日 - 一ノ宮郵便電信局となる。
- 1903年（明治36年）4月1日 - 通信官署官制の施行に伴い一ノ宮郵便局となる。
- 19xx年 - 一宮郵便局に改称。
- 1971年（昭和46年）3月12日 - 電話交換業務を茂原電報電話局に移管[2]。
- 1974年（昭和49年）1月30日 - 長生郵便局から和文電報配達業務の一部[3]を移管。
- 2003年（平成15年）12月31日 - 東浪見簡易郵便局の一時閉鎖[4]に伴い、取扱事務を承継[5]。
- 2007年（平成19年）10月1日 - 民営化に伴い、併設された郵便事業茂原支店一宮集配センターに一部業務を移管。
- 2012年（平成24年）10月1日 - 日本郵便株式会社発足に伴い、郵便事業茂原支店一宮集配センターを一宮郵便局に統合。

## 取扱内容
- 郵便、印紙、ゆうパック、内容証明
- 貯金、為替、振替、振込、国際送金、国債
- 生命保険、バイク自賠責保険
- ゆうちょ銀行ATM
- 長生郡一宮町内の集配業務

## 周辺
- 一宮町役場
- 千葉県立一宮商業高等学校
- 一宮町立一宮小学校
- 一宮川

## アクセス
- JR外房線 上総一ノ宮駅から徒歩約4分
- 小湊バス 一宮駅停留所下車
- 国道128号沿い
- 駐車場あり：8台